# Stig Wikander
Oscar Stig Wikander, född 27 augusti 1908 i Norrtälje, död 20 december 1983 i Uppsala, var en svensk religionshistoriker, indolog, iranist och professor i sanskrit. Han är far till Ulla Wikander.

## Biografi
Stig Wikander föddes i Norrtälje och var son till en apotekare. Han studerade i Uppsala som gymnasist och universitetsstudent vid Uppsala universitet, och erhöll en magisterexamen med högsta betyg i latin och grekiska vid 18 års ålder. Därefter reste han utomlands för att studera iranska och indiska språk och religioner, exempelvis i Köpenhamn där Arthur Christensen var professor. Där presenterade han en uppsats med titeln "Karnamak-i-Ardasher och den iranska historietraditionen". Åren 1935 och 1936 deltog han i Avestaseminarierna ledda av H.S. Nyberg tillsammans med bland andra Geo Widengren.
Wikander disputerade vid Uppsala universitet 1938 på en avhandling om unga krigarförbund och deras religiösa betydelse i det förislamiska Iran, Der arische Männerbund : Studien zur indo-iranischen Sprach- und Religionsgeschichte. Med denna blev han den första filosofie doktorn i iranska språk och religioner i Sverige. Studien visar på inflytande från den österrikiske folkloristen Otto Höfler (som arbetat vid Lunds universitet några år tidigare), och även den tyske orientalisten Walther Wüst vid Münchens universitet. Mellan 1938 och 1939 lärde han ut svenska vid Münchens universitet, där Höfler var professor i tysk filologi och folkloristik. Han publicerade en studie om vindguden Vayu år 1941, varefter Lunds universitet gav honom en venia legendi och utnämnde honom till docent i iranska språk. Mot krigsslutet arbetade han för Röda Korset i Grekland och Turkiet.
Som preceptor lärde Wikander ut religionshistoria på Uppsala universitet åren 1947-1948, där han erhöll en professur i sanskrit och komparativ indoeuropeisk filologi fem år senare. Han gick i pension år 1974. Under sin karriär höll han kontakt med andra framstående religionsvetare; han var god vän med Georges Dumézil och Mircea Eliade. Han föreläste även en del utomlands, bland annat vid Columbia University, Colegio de México och University of Chicago under 1960-talet.
Wikander intresserade sig för diverse ämnen. Tillsammans med Bertil Malmberg grundade han den allmänlingvistiska tidskriften Studia linguistica år 1947, och ett intresse för kurdiska utmynnade 1959 i Recueil de texts kourmandji. Senare i livet publicerade han bland annat om förhållandet mellan mayaspråket och den hypotetiska altaiska språkfamiljen, om kontakter mellan araber och vikingar och om Stagnelius mystiska poesi. Han författade sin monografi Feuerpriester in Kleinasien and Iran under sin kollega Geo Widengrens vägledning.
Wikander är begravd på Uppsala gamla kyrkogård.

## Wikander och nazismen
Stig Wikander har av sin eftervärld anklagats för att ha haft nazistiska sympatier men han hade ett ambivalent förhållande till nazismen, vilket hans efterlämnade korrespondens vittnar om.